# Lockpicking

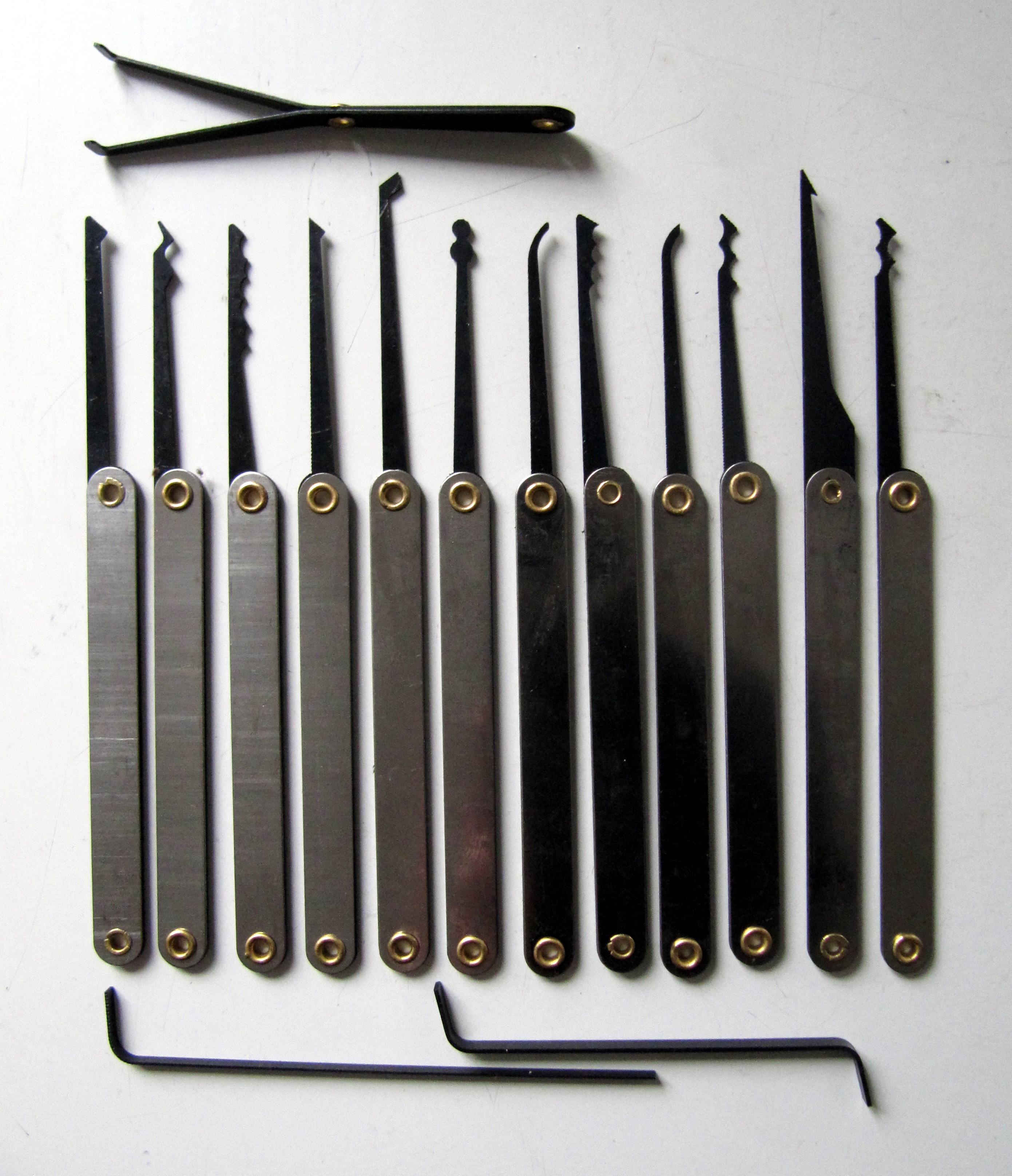
Typische Lockpicking-Werkzeuge

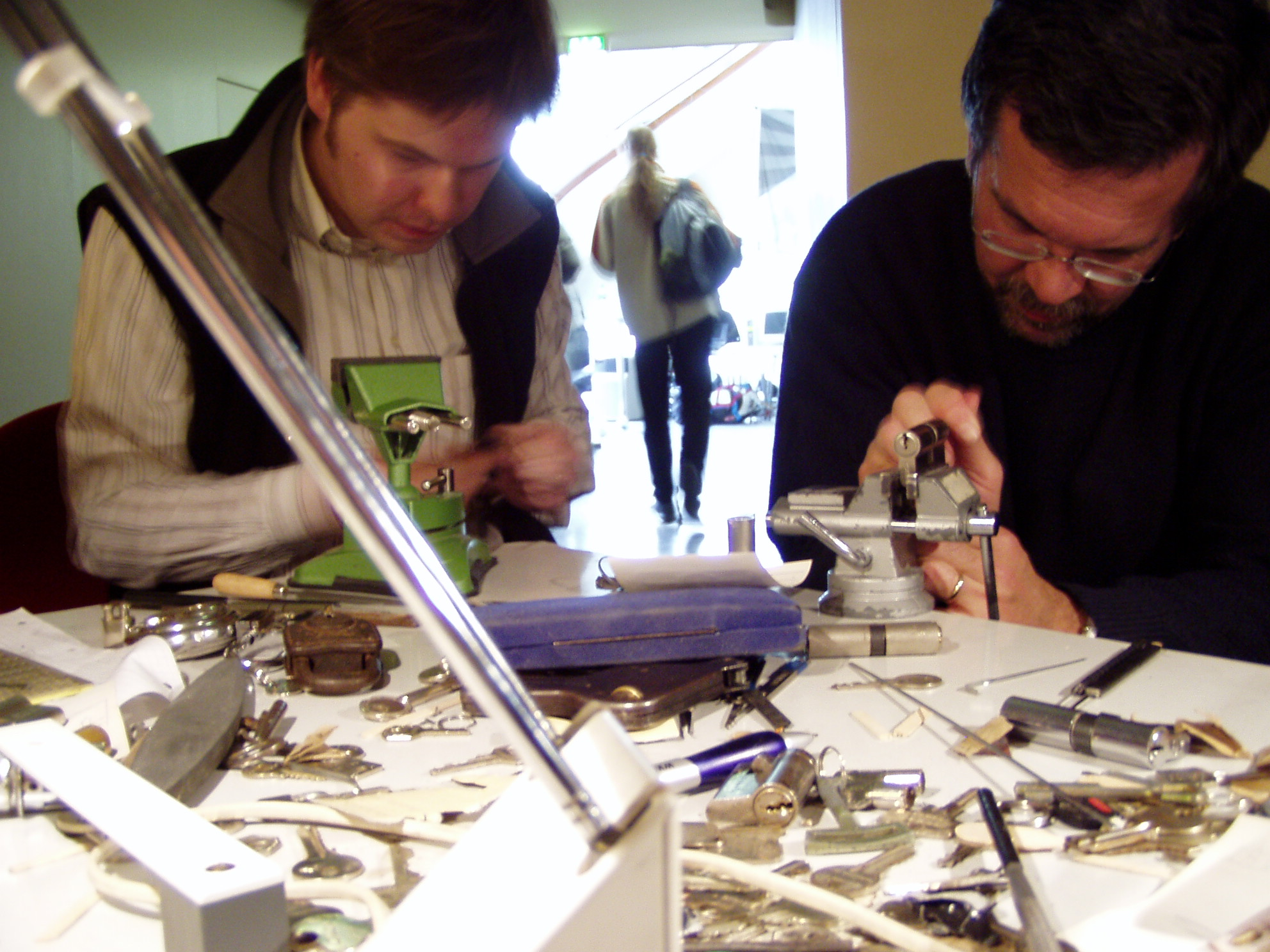
Lockpicker auf dem 23. Chaos Communication Congress (23C3)

Unter Lockpicking (englisch lock ‚Schloss‘ und pick ‚picken‘, ‚stochern‘), Nachschließen oder Schlossknacken, umgangssprachlich Picking, versteht man die Aufsperrtechnik zum Öffnen von Schließzylindern (Schlössern), ohne einen dafür passenden Schlüssel zu benutzen und ohne das Schloss zu beschädigen.
Lockpicking wird sowohl von Privatpersonen bzw. Vereinen als auch von Geheimdiensten, Geocachern, Kriminellen und Schlüsseldiensten betrieben.

## Theorie

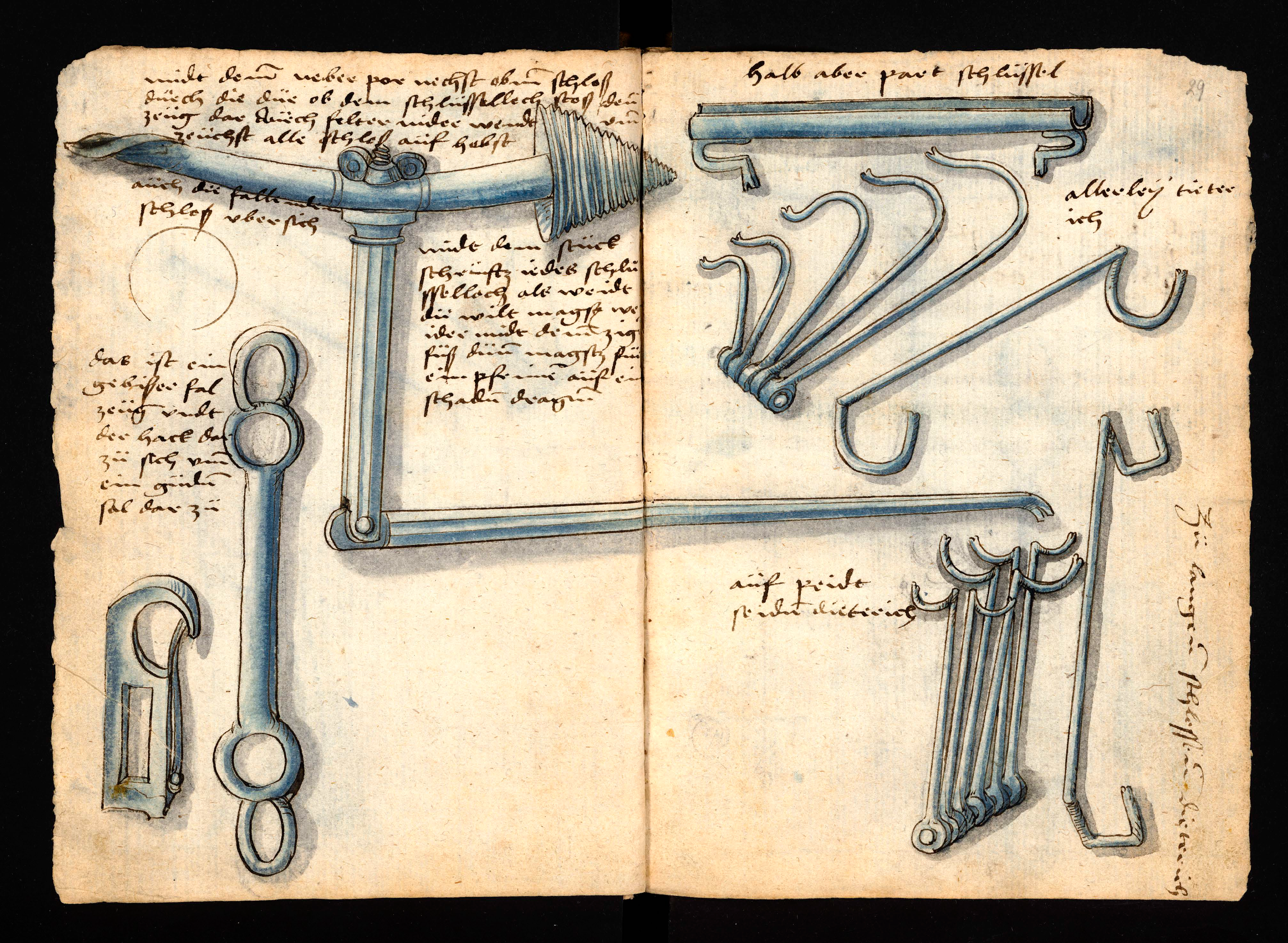
Verschiedene Schlosser- und Aufsperrwerkzeuge aus dem Löffelholz-Codex von 1505

Ansicht von oben: Mechanische Ungenauigkeiten (übertrieben dargestellt); die Stifte liegen nicht auf der Mittellinie

Um Schlösser ohne einen Schlüssel zu öffnen, nutzt man die mechanischen Ungenauigkeiten eines Schlosses. Ein Schloss ermöglicht die Eingabe eines Codes. Dieser ist meistens mehrstellig. Jede Stelle ist in Form einer Einkerbung einer bestimmten Tiefe im Bart des Schlüssels codiert. Bei Eingabe eines richtigen Codes (eines schließenden Schlüssels) lässt sich das Schloss öffnen, bei Eingabe eines falschen Codes nicht. Da die Anzahl der falschen Codes bei einem bestimmten Schloss um ein Vielfaches größer ist als die der richtigen, ist es sehr schwierig, durch Zufall einen richtigen Code zu finden. Ein Angreifer könnte nun alle möglichen Codes der Reihe nach ausprobieren, bis er durch Zufall auf einen richtigen stößt (Brute-Force-Methode). In der Praxis ist es jedoch so, dass ein Schloss bereits bei Eingabe eines Teilcodes (z. B. Bewegen eines Stiftes) eine Rückmeldung darüber gibt, ob der Teilcode richtig ist oder nicht. Dadurch ist es in diesem Beispiel möglich, alle fünf Stifte, die bei Verwendung des Schlüssels durch die Einschnitte im Bart verschoben werden, einzeln in die richtige Position zu bringen, wodurch der Aufwand für eine Öffnung massiv verringert wird. Ermöglicht wird dies durch Fertigungsungenauigkeiten, die z. B. dazu führen, dass ein Stift früher bindet, d. h. Rückmeldung über den richtigen Teilcode gibt, als ein anderer. Eine andere, passive Methode des Nachschließens besteht darin, das Schloss oder die Abnutzungsspuren, die bei Verwendung des Schlosses mit dem richtigen Schlüssel entstehen (z. B. hervorgerufen durch verschieden lange Zähne eines Schlüssels), zu analysieren, um so einen richtigen Code in Erfahrung zu bringen und einen Nachschlüssel anfertigen zu können.
In den folgenden Abschnitten wird im Speziellen auf die in Mitteleuropa weitverbreiteten Stiftschlösser eingegangen, prinzipiell lassen sich aber alle mechanischen Schlösser nachschließen. Für Chubbschlösser existiert beispielsweise der Hobbs’sche Haken, für Drehscheibenschlösser gibt es spezielle Koaxialwerkzeuge; auch mechanische Kombinationsschlösser (Tresorschlösser) lassen sich – ganz ohne Verwendung von Werkzeugen, nur durch Sensorik – nachschließen. Es gibt Unternehmen, die sich auf die Herstellung von ausgeklügelten Pickwerkzeugen spezialisiert haben; der Verkauf erfolgt teilweise nur an Schlüsseldienste oder Polizeibehörden und Geheimdienste. Ob ein bestimmtes Schloss nachgeschlossen werden kann, hängt von drei Parametern ab: der zur Verfügung stehenden Zeit, den einsetzbaren Werkzeugen und den persönlichen Kenntnissen. Die benötigte Zeit liegt, abhängig von diesen Parametern und vom Schloss, im Bereich von Sekunden bis hin zu Stunden, oder es gibt keinen bekannten erfolgreichen Angriff. Ein gewöhnlicher Einbrecher wählt im Normalfall den einfachsten Weg und wird beispielsweise eine Tür mit Gewalt aufbrechen, sollte das gewaltfreie Öffnen des Schlosses zu viel Mittel in Anspruch nehmen. Schätzungen der Polizeibehörden zufolge erfolgen nur rund 0,5 Prozent der Einbrüche durch Nachschließen des Schlosses. Soll der Eintritt jedoch verdeckt und unbemerkt erfolgen, was im Umfeld von klassischer Spionage, polizeilicher Überwachung, Industriespionage und sonstigem Informationsdiebstahl zum Tragen kommt, so spielt die Sicherheit des Schlosses gegen Nachschließen eine große Rolle. Auch bei Tresoren wird gerne der Weg gewählt, das Schloss nachzuschließen, da die Hürde für eine Öffnung mit Gewalt durch die massive Konstruktion sehr hoch gelegt ist und, je nach Art der Gewaltanwendung, auch der Inhalt beschädigt werden könnte (z. B. durch die Hitze eines Schneidbrenners). Ein legaler Bedarf ergibt sich, wenn der rechtmäßige Besitzer seinen Schlüssel verloren hat und z. B. eine Tür möglichst ohne Beschädigung geöffnet haben will. Da mechanische Schlösser grundsätzlich immer für Nachschließen anfällig sind, werden im Hochsicherheitsbereich verstärkt elektronische Schlösser eingesetzt. So erlaubt beispielsweise die US-Behörde General Services Administration zum Schutz von vertraulichen Dokumenten nur noch elektronische Schlösser.

## Begriffsbestimmungen

Sperrendes Schloss

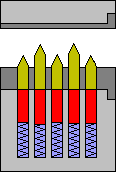
Entsperrtes Schloss

GehäuseDer in der Grafik hellgrau dargestellte Teil. Es steht fest und umgibt den beweglichen Kern.
KernDer in der Grafik dunkelgrau dargestellte Teil. Er lässt sich nur dann relativ zum Gehäuse drehen, wenn alle Stiftpaare mit ihrer Trennfuge in Höhe der Scherlinie liegen.
TrennfugeDie Lücke zwischen Kernstift und Gehäusestift.
KernstiftDer obere Teil des jeweiligen Stiftpaares, in der Grafik gelb dargestellt.
GehäusestiftDer untere Teil des jeweiligen Stiftpaares, in der Grafik rot dargestellt. Darunter befindet sich jeweils eine Druckfeder.
ScherlinieDie untere Trennlinie zwischen dem beweglichen und unbeweglichen Teil des Schließzylinders, also zwischen Kern und Gehäuse. In der Grafik die Grenze zwischen dem dunkelgrauen und dem hellgrauen Bereich.

## Techniken

### Klassische Methode
Mit Hilfe speziell geformter Werkzeuge (Picks) dringt man in den Schlüsselkanal des Schlosskerns ein und drückt die darin enthaltenen Stifte hinunter, wofür im Normalfall die Vertiefungen auf der gezackten Seite eines Schlüssels sorgen. Um den Kern des Schließzylinders zu drehen und damit die Verriegelungsmechanik des Türschlosses zu bewegen, also das Schloss zu öffnen, benutzt man beim Lockpicking einen sogenannten Spanner.

#### Setzen

Öffnen eines Schlosses; oben: mit Schlüssel, Mitte: durch Setzen, unten: Stift zu tief gesetzt

Setzen bezeichnet eine Öffnungstechnik, bei der die Stifte einzeln hinuntergedrückt werden, um „gesetzt“ zu werden. Dabei wird der Kern eines Schließzylinders gefühlvoll unter Spannung gehalten, so dass der gesetzte Stift hängenbleibt, bis das schließlich bei allen geschehen ist. Es wird oftmals auch als „einzeln Setzen“ bezeichnet.
Das bevorzugte Tastwerkzeug ist der Haken. Mit seiner Spitze wird ein Stift gesucht, der „Bindung“ hat. Bindung bedeutet, der Gehäusestift ist durch die angewandte Spannung eingeklemmt, und es wirken Reibkräfte. Die Reibkraft wird durch Druck mit dem Haken überwunden, bis der Stift die Scherlinie erreicht. Jetzt entfällt die Bindung an diesem Gehäusestift, und es wirkt nur noch die Federkraft.
Diese Kraft ist im Vergleich zu der o. g. Reibkraft sehr gering und wirkt auch nur auf einem sehr kurzen Weg zwischen etwa 0,1 und 0,3 mm. Einen Stift, der sich so verhält, nennt man „gesetzt“. Wird der Stift über diesen Punkt hinaus gedrückt, schlägt der Kernstift an das Gehäuse an und erzeugt eine um ein Vielfaches größere „Kontaktkraft“.

#### Harken
Im Gegensatz zum Setzen bezeichnet das Harken eine Technik, bei der zum Beispiel mit einem Hook (einem speziellen Werkzeug) über die Stifte von hinten nach vorne gezogen wird. Obwohl hierbei der Zufall eine große Rolle spielt, ist auch ebenso viel Übung erforderlich. Selten nur gehen Schlösser durch einfaches Harken auf. Viel eher schon stellt sich der Kern in eine leichte Neigung, was als Kipp bezeichnet wird. Dann wird häufig gesetzt, bis sich das Schloss öffnet, was oft als Nachsetzen bezeichnet wird. Daher wird auch oft die Grundtechnik zur Schlossöffnung mit „Anraken (englisch to rake ,Harken‘) und Nachsetzen“ beschrieben, was allerdings nicht immer zum Erfolg führt, da jedes Schloss andere Eigenschaften besitzt.

#### Raken
Raken (englisch (to) rake ‚harken‘) beschreibt eine Technik des Lockpicking-Sports, bei der nicht nur wie beim Harken das Pickwerkzeug von hinten nach vorne gezogen, sondern auch von vorne nach hinten geschoben wird. Dies geschieht beim Raken permanent und nicht nacheinander wie beim Harken. Hierbei wird oft das Six-Mountains-Werkzeug verwendet, da dieses Werkzeug meist alle Zuhaltungen der regulär verwendeten Schlösser (mit 5 Zuhaltungen) berührt.
Durch das Raken wird eine Vibration, aber auch ein multiples Setzen erzeugt, durch die der Zylinder öffnet.
Mit dieser Technik sind jedoch meistens nur preisgünstige Schlösser zu öffnen.

### Perkussionsmethode

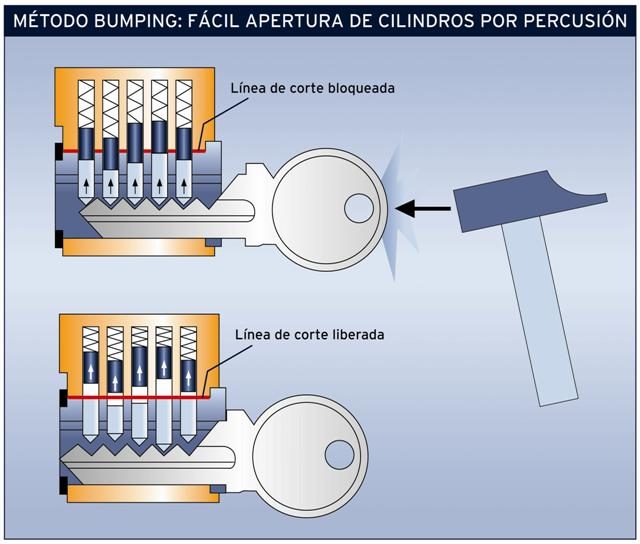
Perkussionsmethode mit einem Schlagschlüssel

Die Perkussionsmethode unterscheidet sich von der klassischen Picktechnik dadurch, dass sie eine konstruktionsinhärente Sicherheitslücke von Stiftschlössern (auch Bohrmuldenschlössern) ausnutzt. Folglich funktioniert diese Methode auch nur bei diesen Schlosstypen, kann hier aber eine extrem einfache und schnelle Öffnung ermöglichen. Das Verfahren ist ähnlich wie bei einem Billardspiel: wird eine Kugel mit dem Queue angestoßen, so bekommt sie einen Impuls und rollt über den Tisch. Trifft sie nun auf eine andere Kugel, gibt sie ihren Impuls an die andere Kugel ab und bleibt selbst stehen. Bei einem Schloss bedeutet dies, dass alle Kernstifte gleichzeitig mit einem Werkzeug einen Impuls erhalten, diesen Impuls an die Gehäusestifte weitergeben, die nun in das Gehäuse geschleudert werden und die Kernstifte selbst für sehr kurze Zeit in freier Schwebe verweilen. Diesen kurzen Moment, in dem das Schloss nicht verriegelt ist, weil zwischen Kern- und Gehäusestiften ein Spalt klafft, nutzt man aus und öffnet es.
Unmittelbar bei oder besser nach dem Impuls muss der Zylinder mit geringer Vorspannung ein wenig verdreht werden, dadurch werden die in das Gehäuse geschleuderten Gehäusestifte fixiert und können nicht mehr in ihre ursprüngliche Sperrposition zurückkehren. Dann kann der Zylinder einmal gedreht werden, das Schloss ist entsperrt. Die Vorspannung für die Drehbewegung des Schlüssels darf dabei nicht zu groß sein, da sich sonst die Gehäusestifte verkanten und nicht mehr bewegen lassen. Bekannte Werkzeuge der Perkussionsmethode sind Pickpistolen und Schlagschlüssel.

## Werkzeuge

### Spanner

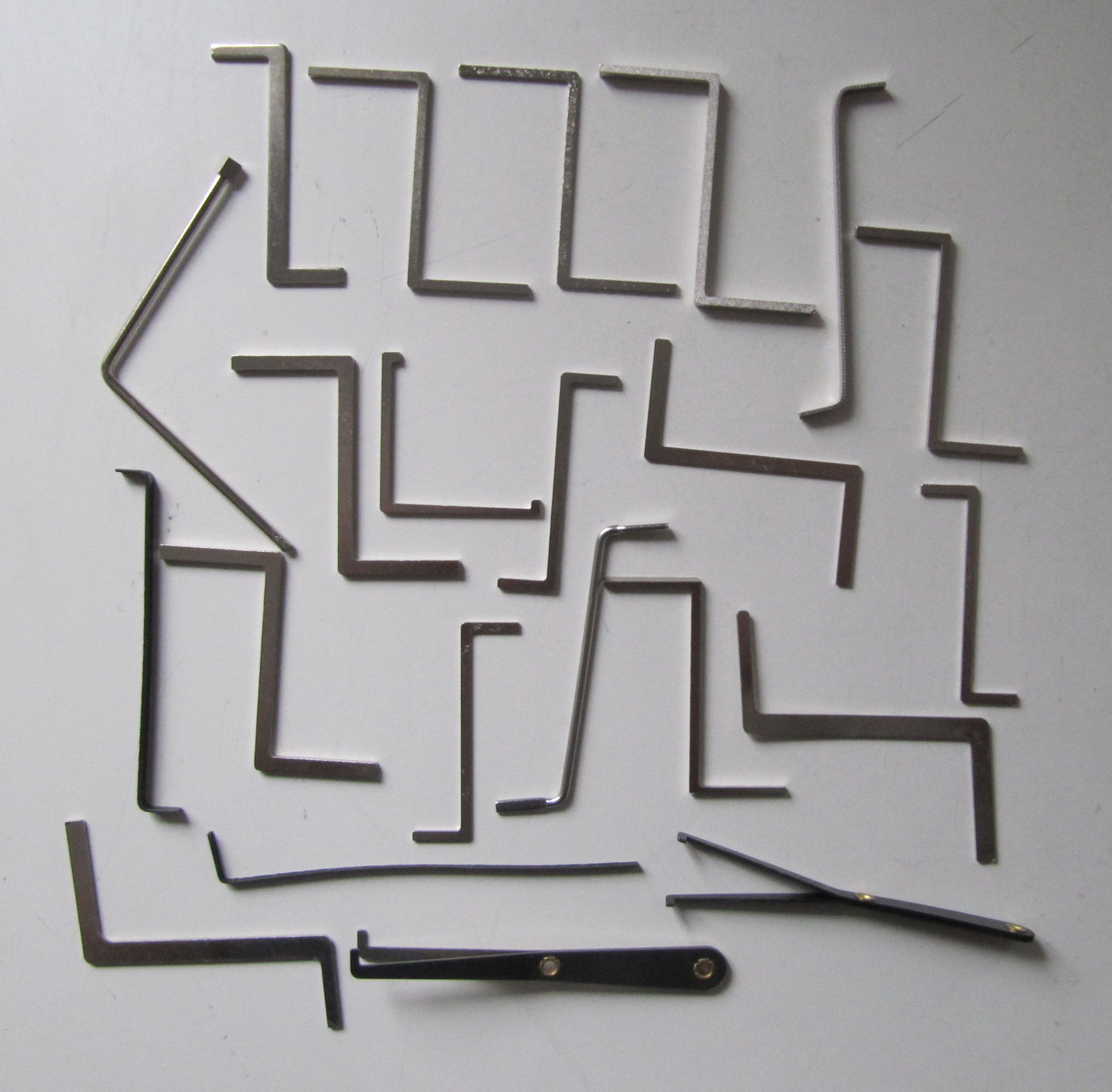
Diverse Spanner

Der Spanner ist ein Hilfswerkzeug, das bei einigen Methoden zum zerstörungsfreien Öffnen von Schließzylindern benötigt wird. Der Spanner für Profilzylinder wird vorne in den Zylinder eingeführt, um den Kern auf Spannung zu bringen und nach dem Entsperren zu drehen. Die Enden der Spanner sind meist unterschiedlich breit, damit sie auf verschiedene Schlösser passen. Demnach gibt es ganz verschiedene Spanner, z. B. für KFZ (meist Y-förmig, damit der Pick in der Mitte Platz hat), Tresore, E-Pick, Bohrmuldenzylinder und weitere.

### Picks

#### Hook

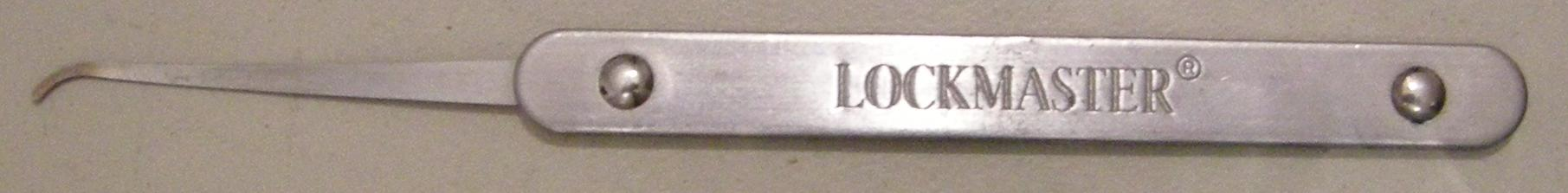
Hook

Der Hook (deutsch Haken) ist das Standardwerkzeug zum einzelnen Setzen von Stiften. Mit der abgeflachten Spitze des Hooks können die Stifte einzeln heruntergedrückt werden.

#### Halbdiamant
Der Halbdiamant ist ein zum Lockpicking benutztes Werkzeug, das wegen seiner Form eines Dreieckes so aussieht, als handele es sich um eine in der Mitte geteilte Raute (englisch: diamond). Er ist sowohl zum Harken als auch zum Setzen geeignet, doch für beides normalerweise nicht besonders gut, weshalb er relativ wenig benutzt wird. Bohrmuldenschlösser lassen sich auch mit ihm öffnen.

#### Tropfendiamant

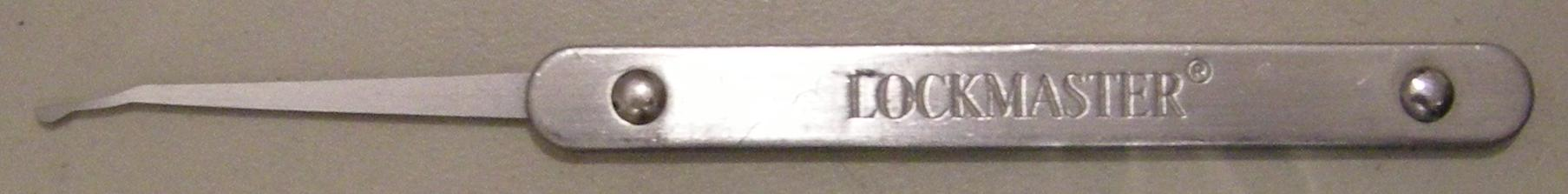
Tropfendiamant

Der Tropfendiamant ist beim Lockpicking ein Werkzeug, das zum einzelnen Setzen benutzt wird. Wegen seiner angewinkelten Form mit einer runden Verdickung am Ende, dem Tropfen, hat man ein besonders genaues Gespür bei der Handhabung des Werkzeugs, wodurch es gut für Schließzylinder mit geringen Toleranzen geeignet ist.

#### Schlange

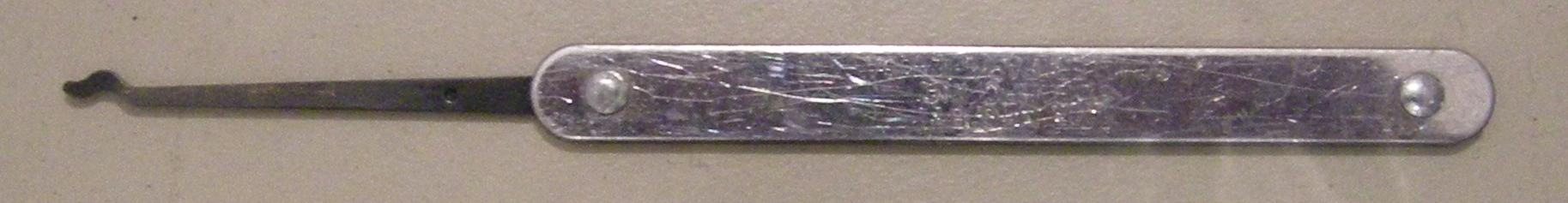
Schlange

Die Schlange (englisch snake) ist ein Werkzeug, das ausschließlich zum Harken eines Schlosses verwendet wird. Die besondere Form ermöglicht im besten Fall das Setzen gleich mehrerer Stifte. Auf jeden Fall hat man mit der Schlange beim Harken mehr Stiftberührungen als mit anderen Öffnungswerkzeugen. Es gibt viele verschiedene Formen dieses Werkzeuges, die alle gemein haben, dass die Spitze des Werkzeugs geschlängelt ist.

#### Schneemann

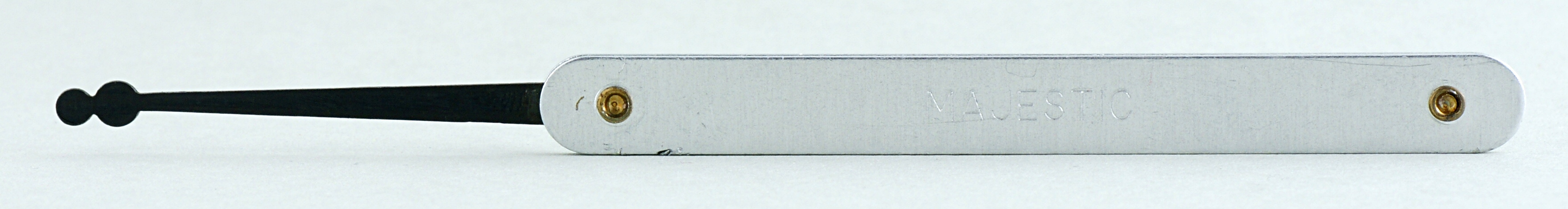
Schneemann

Der Schneemann (auch Doppelball oder engl. doubleball genannt) ist ein Werkzeug, das von der Form einem Schneemann ähnelt (zwei Scheiben aufeinander, wobei die obere manchmal etwas kleiner ist). Dieses Werkzeug wird meistens zum Öffnen von Scheibenzuhaltungsschlössern verwendet. Mit der runden Form lässt sich dieses Werkzeug besonders leicht über die Zuhaltungen (Scheiben) des Scheibenzuhaltungsschlosses ziehen. Der Schneemann ist deswegen gut für Scheibenzuhaltungsschlösser geeignet, weil bei diesen Schlössern die Scheiben von beiden Seiten in den Schlosskern ragen. Er lässt sich allerdings auch nutzen, um Standardschließzylinder zu harken.

#### Six Mountains / City

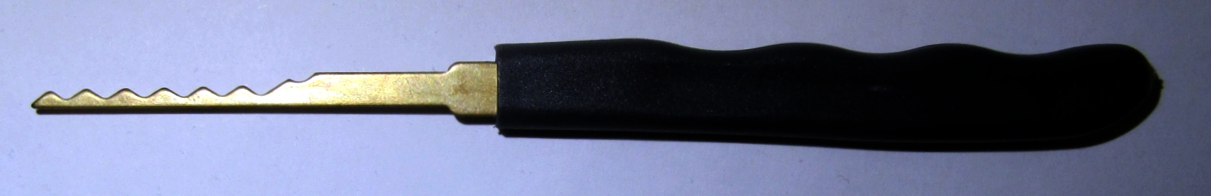
Six-Mountains-Rake

Im Gegensatz zu den herkömmlichen Picks ist dieser Pick länger und hat mehrere Zacken. Das Werkzeug Six Mountains, oder City, ist ein Rake-Werkzeug, mit dem sich billige, seltener auch gute Zylinder- und Vorhängeschlösser öffnen lassen.

### Extractor

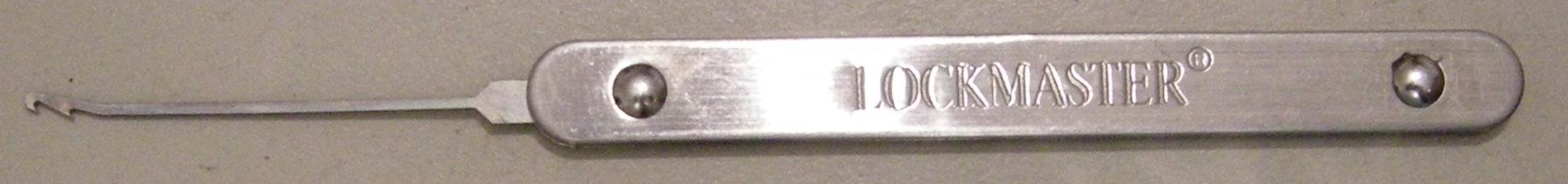
Extractor

Ein Extractor ist ein Werkzeug zum Entfernen von abgebrochenen Schlüsseln. Bricht ein Schlüssel im Schloss ab, kann man mit diesem spitzen Werkzeug, das in der Form einem Angelhaken ähnelt, das abgebrochene Schlüsselstück herausziehen.

### Sperrpistole
Sperrpistolen, auch Picking-Pistolen, Elektropick oder E-Pick genannt, gibt es sowohl manuell als auch elektrisch betrieben. Beide funktionieren nach dem Perkussionsprinzip. Mit der Sperrpistole wird ein Schlagimpuls auf die Stift- oder Scheibenzuhaltungen übertragen, wodurch sich mit etwas Übung ein Schließspalt erzeugen lässt – also alle Stifte werden gleichzeitig in die richtige Position gebracht, so dass sich das Schloss entsperren lässt. Man spricht dabei auch vom Aufschließen des Schlosses.
Mit mechanischen Sperrpistolen kann ein Schlag oder einige wenige Schläge pro Auslösung angebracht werden. Mit elektrischen Sperrpistolen, auch „E-Picks“ genannt, kann eine wesentlich höhere Schlagfrequenz erzeugt werden, da diese Werkzeuge mit einem Elektromotor betrieben sind und das Schlagwerkzeug ähnlich wie eine Stichsäge arbeitet und dabei auf die Stifte schlägt.
Es gibt auch E-Picks, bei denen sich die Schlagfrequenz variabel einstellen lässt.

### Schlagschlüssel

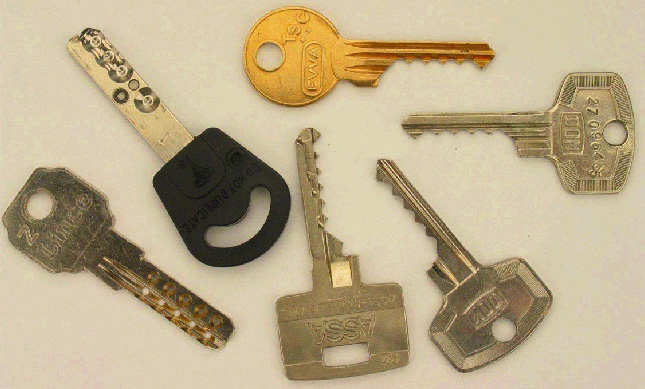
Verschiedene Schlagschlüssel

Eine weitere seit den 1920er Jahren bekannte Technik ist die Schlagmethode oder Schlagtechnik. Dabei wird ein spezieller Schlüssel, Schlagschlüssel oder englisch Bump-Key genannt, der nur im Profil für das Schloss passen muss, an jeder Stiftposition auf den tiefsten Einschnitt gefräst, der für diesen Zylindertyp möglich ist. Die Kante vor jedem Stift weist dabei einen Winkel von circa 45° auf, wodurch Schlagschlüssel ihren typischen „dreieckförmigen“ Verlauf im Schlüsselbart erhalten. Das Material von Schlagschlüsseln sollte, um die Handhabung und das Federn zu erleichtern, möglichst hart sein. Meist wird für die Herstellung von qualitativ hochwertigen Schlagschlüsseln Edelstahl verwendet – es kann aber auch jeder herkömmliche Schlüssel mit passendem Profil als Schlagschlüssel „umgefeilt“ werden. Zudem wird die Schulter, das heißt der Anschlag des Schlüssels, etwa 1 mm abgefeilt, so dass, wenn der Schlüssel im Schloss steckt, dieser noch um circa 1 mm weiter hineingeschoben werden kann, aber durch die Federkraft der in die Kerben des Schlüssels drückenden Stifte um dieses Stückchen auch wieder herausgeschoben wird.
Beim Hineinschieben (1 mm) werden die Stifte im Schloss alle gleichzeitig ein wenig heruntergedrückt. Wenn dies sehr schnell geschieht, durch das leichte Schlagen mit dem Holzstab oder Kunststoffgriff eines Schraubendrehers, werden die einzelnen Gehäusestifte über die Kernstifte stark beschleunigt, so dass das Perkussionsprinzip wie bei der Pickpistole (siehe E-Pick) stattfindet. Die Stärke der Schläge sollte moderat und eher schwach sein, es ist eher ein Klopfen. Auch muss dieser Vorgang nach jeder vollen Drehung des Zylinders wiederholt werden, da die Gehäusestifte nach einer vollen Umdrehung wieder sperren.
Zum Erlernen dieser bei einfachen Zylinderschlössern sehr effizienten Öffnungstechnik ist vor allem ein wenig praktische Übung nötig. Bei Beherrschen dieser Öffnungsmethode können nicht entsprechend gesicherte Zylinderschlösser mit Schlagschlüsseln in wenigen Sekunden fast spurenfrei geöffnet werden. Durch die relativ einfache Handhabung, die neben ein wenig Übung nur mittelmäßiges Geschick voraussetzt, ist diese Öffnungsmethode allerdings unter Personen, welche die zerstörungsfreie Schlossöffnung ohne Schlüssel als Sport betreiben, eher verpönt.
Ein Schlagschlüssel hinterlässt meist am Schloss einen Abdruck unterhalb des Schlüsselkanals, nämlich dort, wo die Schulter auftrifft. Dem wird zum Teil durch etwas Klebeband an der Schulter abgeholfen. In der Praxis sind die Spuren, die Schlagschlüssel bei einmaliger Anwendung im Schloss hinterlassen, sehr gering und vom Laien nicht erkennbar. Durch das harte Material der Schlagschlüssel tritt bei oftmaliger Anwendung im selben Schloss allerdings ein gesteigerter Verschleiß auf. Schlagschlüssel sollten daher nicht zum regulären Öffnen verwendet werden. Allgemein gilt bei jeder mechanischen Öffnungstechnik: Sie ist nicht spurenfrei.
Grundsätzlich funktioniert diese Methode konstruktionsbedingt nur mit Stiftschlössern, andere Schlosstypen (z. B. Drehscheibenschlösser) sind dagegen immun. Zudem gibt es spezielle Stiftschlösser, welche mechanisch gegen den Einsatz von Schlagschlüsseln gesichert sind. Bei diesen Schlössern kommt es bei der Drehung des Schlagschlüssels im Schloss zu einer Verriegelung: Der Schlagschlüssel kann dann nicht mehr weitergedreht und nicht mehr einfach aus dem Schloss entnommen werden. Bei anderen Typen müssen die Stifte vom Schlüssel nicht nur in die richtige Höhe gebracht, sondern auch in einem bestimmten Winkel gedreht werden, um das Schloss öffnen zu können, was die Schlagmethode nur erbringen kann, wenn der Schlagschlüssel schon mit geeigneten Drehwinkeln gefräst wurde.
Schlagschlüssel können auch zum Schließen von Schlössern (= Zusperren) verwendet werden: In diesem Fall ist die Drehrichtung einfach nur entgegengesetzt der Drehrichtung, welche zum Öffnen verwendet wird. Damit besteht bei nicht gegen den Einsatz von Schlagschlüsseln gesicherten Schlössern das Problem, dass eine unberechtigte Öffnung mit nachfolgender Schließung aufgrund der geringen Beschädigung am Schloss praktisch nicht erkannt wird.

### Himmelsschlüssel
Unter einem Himmelsschlüssel oder auch Kammschlüssel versteht man ein im Lockpicking verwendetes Werkzeug zum Öffnen von fehlerhaft hergestellten Schlössern. Ein Fertigungsfehler in Bezug auf die Sperrelemente ermöglicht, durch ein Werkzeug wie den Himmelsschlüssel alle Zuhaltungen gleichzeitig herunterzudrücken und das Schloss somit zu entsperren. Dies ist möglich, da die Kernstifte beispielsweise einen falschen Gesamtlängenausgleich haben, für die Sperrelemente falsche Federn benutzt wurden oder die Breite der Sperrelemente nicht auf die für die Sperrelemente erstellten Bohrungen passt. Einige Unternehmen benutzen Bauteile aus älteren oder fehlerhaften Produktionen, um Material und Aufwand für neue zu sparen, und dabei kommt es gelegentlich zu diesem Fehler. Die exakte Größe und Genauigkeit der Sperrelemente spielt eine große Rolle. Werden diese nicht eingehalten, führt es oft zu diesem mechanischen Fehler. Der Fehler kommt bei neuen und auch bei älteren Schlössern vor.

### Impressionsgriff
Unter einem Impressionsgriff versteht man ein beim Lockpicking verwendetes Hilfswerkzeug zum Herstellen von Abdrücken auf einem Schlüsselrohling. Impressionsgriffe sind meistens aus Metall gefertigt und dienen dem Einspannen von Schlüsselrohlingen. Diese werden anschließend beispielsweise in einem Profilzylinder im eingespannten Impressionsgriff so bewegt, dass man Abdrücke (Impressionen) der Zuhaltungen auf dem Schlüsselrohling erhält. Der Lockpicker nutzt diese Abdrücke, um mit einer Feile manuell Einschnitte in den Schlüssel zu feilen. Nach jeder wellenartigen Bewegung, die man mit eingestecktem Schlüssel im Schloss durchführt, sind in der Regel Abdrücke auf dem Schlüsselrohling zu sehen. Sind bei richtiger Anwendung der Technik keine Impressionen auf dem Schlüsselrohling zu sehen, so hat der gefeilte Schlüsseleinschnitt die richtige Tiefe oder es wurde bereits zu tief gefeilt.

### Impressionszange
Unter einer Impressionszange versteht man ein im Lockpicking verwendetes Hilfswerkzeug zum Herstellen von Abdrücken auf einem Schlüsselrohling. Impressionszangen sind meistens aus Metall gefertigt und dienen dem Einspannen von Schlüsselrohlingen. Diese Schlüsselrohlinge werden anschließend beispielsweise in einem Profilzylinder in eingespannter Impressionszange so bewegt, dass man Abdrücke (Impressionen) der Zuhaltungen auf dem Schlüsselrohling erhält.

### Jiggler
Ein Jiggler (von engl. jiggle ‚wackeln‘, ‚rütteln‘) ist ein im Lockpicking verwendetes Werkzeug bzw. eine Art von Probierschlüssel zum Öffnen von Scheiben- oder Doppelscheibenschlössern. Dieses Werkzeug basiert weniger auf der Methode des Öffnens durch Vibration, sondern eher auf der Ebene des multiplen Setzens durch Raken. Ein Spanner ist bei diesem Werkzeug nicht nötig, es wird ein persistentes Drehmoment mit dem Jiggler selbst erzeugt (indem man beim Jigglen nach links oder rechts dreht), das die nötige Spannung zum multiplen Setzen der Zuhaltungen bewirkt.

### Bypasstools
Bypasstools sind Gegenstände die in Schlösser eingeführt werden, um eine Öffnung durch Ausnutzung eines Fehlers des Schließsystems auszulösen. Es existieren Schließsysteme, deren Mechanik es aufgrund von fehlerhafter Herstellung oder zu viel Platz ermöglicht, bestimmte Gegenstände mit speziellen Biegungen so einzuführen, dass der Schließvorgang ausgeführt werden kann und somit das Schloss aufgesperrt wird. Für gewöhnlich findet man Bypasstools für Vorhängeschlösser (oft mit gefederten Stiften), da diese Art von Schlössern derlei Mechanik bietet und verwendet, die das Ausnutzen einer Öffnung per Bypasstool überhaupt möglich machen kann. Häufig handelt es sich bei der Schließmechanik um zwei halbmondförmige Metallstücke, die sich ergänzen. Die eine Hälfte des Halbmonds (Hälfte A) ist fest mit einer der Einheiten der reinen Schließmechanik um das Schloss zu entriegeln, im Schloss selbst, verankert. Die andere Hälfte B des Halbmonds dagegen befindet sich dann für gewöhnlich in der Schließmechanik, die dann letztendlich die Hauptmechanik auslöst. Im Fall von Vorhängeschlössern wäre die Hälfte B der Kern des Schließzylinders und die Hälfte A die Schließmechanik, die den Bügel freigibt. Häufig treten diese Lücken nur bei enorm preisgünstigen Schließsystemen auf, mit denen normalerweise bereits laut Herstellerangabe keine teuren Wertgegenstände geschützt werden sollten.

### Schnittzylinder
Ein Schnittzylinder (im englischen cutaway lock) ist ein bearbeitetes Schloss, bei dem der Schließmechanismus durch das Einfräsen von Rechtecktaschen sichtbar gemacht wurde. Diese Schlösser gibt es sowohl ab Werk, meistens zu Präsentationszwecken und nicht käuflich, aber auch privat hergestellt. Bei Schnittzylindern wird per Fräsen einer Rechtecktasche soviel Material abgetragen, dass man die Zuhaltungen vom Schloss sehen kann, ohne dass jedoch Zuhaltungen aus dem Schloss herausfallen oder herausgedrückt werden.
Bei Lockpickern sind diese Schlösser vorwiegend als Trainingszylinder oder als Sammlerstücke gängig.

### Flipper
Ein Flipper oder Plug Spinner ist ein Hilfswerkzeug im Lockpicking, mit dem ein Schließzylinder schlagartig um ca. eine Vierteldrehung rotiert werden kann. Die Feder im Innern des Flippers lässt sich durch eine Drehung nach links oder rechts spannen, auf Knopfdruck kann diese freigesetzt und der Zylinder gedreht werden. Bei mehrfach verschlossenen Zylindern müssen die Stifte also nur einmalig gesetzt werden, weil der Flipper den Zylinderkern über den Einrastpunkt schwingen kann.

## Sperrelemente
Bereits seit geraumer Zeit ist den Herstellern von Schlössern jeglicher Art bekannt, dass deren Schlösser in den meisten Fällen zerstörungsfrei von Lockpickern geöffnet werden können, bis auf derzeit einige Ausnahmen. Die Anzahl und Art der verwendeten Sperrelemente in einem Schloss spielt somit eine essenzielle Rolle in Bezug zur Schwierigkeit per zerstörungsfreiem Öffnen. Dies betrifft im Prinzip jegliche zerstörungsfreie Öffnungsmethode, ganz gleich ob per Schlagschlüssel, per Sperrpistole, E-Pick oder Handöffnung (per Pick oder hobbsche Haken) oder Vergleichbarem. Seit dem Zeitpunkt in Deutschland (circa im Jahr 1960), als die alten Rundzylinder in Türen durch 17-mm-Europrofilzylinder ersetzt wurden, achteten die Hersteller vermehrt auf die Sicherheit der Schlösser in Bezug auf Lockpicking. Ein herkömmliches und preisgünstiges Schloss, wie ein China-Profilzylinder, besitzt normalerweise nahezu ausschließlich sogenannte Vollstifte. Diese Vollstifte sind komplett zylinderförmige Sperrelemente ohne Kerben, Rillen oder Ähnliches. Diese Art von unveränderten, im Lockpicking auch „normale Sperrelemente ohne Fakes“ bezeichneten Zuhaltungen gibt es auch in anderen Arten von Schlössern, beispielsweise in Chubbschlössern. Hierbei haben die Scheiben der Chubbschlösser schlichtweg keine Fake-Einschnitte. Um die Sicherheit von Schlössern zu erhöhen, nutzt man also möglichst keine Vollstifte bzw. Sperrelemente ohne Fakes und Einkerbungen. In klassischen Stiftzylindern findet man heutzutage beinahe immer einige sogenannte Hantelstifte (die Form ähnelt einer Hantel zum Trainieren), die das Manipulieren erschweren, da sich die Stifte zwischen Gehäuse und Kern in einem sogenannten Kippzustand verfangen. Unterschiedliche Formen machen dem Lockpicker die Arbeit schwer: Neben den bereits genannten Hantelstiften gibt es Pilzkopf-, Torpedo-, Kerb-, Diabolo-, Hybridstifte und privat hergestellte, individuelle Formen.
Für gewöhnlich weisen nur die Gehäusestifte diese besonderen Formen auf, es gibt jedoch auch Hersteller, die auch Kernstifte mit Kerben anfertigen. Einige Hersteller erzeugen innerhalb der Gehäusebohrungen noch Rillen, welche die Stifte auf falschen Positionen im Gehäuse festhalten (sogenanntes „counter milling“). Die unterschiedlichen Stiftformen haben für Lockpicker nicht nur den Effekt, sich leicht zu verkanten, um den Kern zu blockieren, der Lockpicker erhält von diesen unterschiedlichen Stiftarten auch unterschiedliche haptische Rückmeldung beim Picken. Rückmeldung bedeutet in diesem Fall, wie sich der Pin beim Herunterdrücken, sofern er bindet, anfühlt. Setzt der Lockpicker einen Stift und fühlt keine Reibkräfte mehr, sondern nur noch Federkraft, heißt das nicht unbedingt, dass der Stift korrekt gesetzt ist, da es sich möglicherweise um einen Hantelstift handelt und dieser sich schlichtweg nur verkantet hat. Dazu muss der Lockpicker Stift für Stift erneut antippen und spürt im Finger, mit dem er spannt, eine Neigung zur Drehbewegung des Kerns. Der jeweilige Pin, bei dem diese Neigung erkennbar ist, muss dann nachgesetzt werden; es können in diesem Fall auch mehrere sein.
Abgesehen von gefederten Stiften gibt es auch Schieber (englisch „slider“) und andere Sperrelemente. Sehr sicher sind beispielsweise bestimmte Magnetrotoren, die man in einigen Profilzylindern findet. Slider gibt es gefedert und ungefedert. Sie bilden in der Regel eine „Gasse“, die dann eine Sperrleiste (englisch „sidebar“) freigibt. Auch bei diesen Sperrelementen gibt es Fakeeinschnitte. Ungefederte Slider sind normalerweise besonders verschleißarm und schwierig zu setzen.

## Nachweis
Die Möglichkeit, Schlösser nachschließen zu können, lässt in Folge die Notwendigkeit aufkommen, anhand von hinterlassenen oder nicht vorhandenen Spuren dies nachzuweisen oder auszuschließen. Dies spielt z. B. bei der Übernahme eines durch einen Einbruch verursachten Schadens durch eine Versicherung eine große Rolle. Es gibt Versicherungsbetrüger, die ein Nachschließen eines Schlosses vorgeben, um an die Versicherungssumme zu gelangen. Das dadurch entstandene Arbeitsgebiet, eine Sparte der Forensik, beschäftigt sich damit, die Spuren zu studieren, die beim Nachschließen von verschiedenen Schlössern unter Verwendung verschiedener Werkzeuge und Techniken entstehen. An Tatorten sichergestellte Schlösser werden zerlegt und mikroskopisch nach Spuren untersucht, die auf ein Nachschließen hindeuten. Ob bei einem nachgeschlossenen Schloss Spuren nachgewiesen werden können, hängt jedoch von vielen Faktoren ab: Ein sehr einfaches Schloss lässt sich unter Umständen picken, ohne Spuren zu hinterlassen, andererseits können durch entsprechende Kenntnisse oder Werkzeuge (z. B. ganz oder teilweise nichtmetallische Picks) und Techniken (decodieren, z. B. mit einem Endoskop, und Erstellung eines Nachschlüssels) Spuren vermieden werden. Auch können Spuren durch eine nachfolgende reguläre Öffnung mit dem richtigen Schlüssel zerstört werden. Ein Schlüssel hinterlässt in der Regel immer das gleiche Muster an Abnutzungsspuren. Findet man im Schloss frische Spuren, die nicht zum Muster des Schlüssels passen, kann man zumindest sagen, dass sich etwas im Schloss befand, was nicht der Schlüssel war. Weitere Faktoren wie Intensität, Material, Kratzerform etc. lassen dem Forensiker dann die Möglichkeit, herauszufinden, ob es sich um Lockpicking gehandelt haben muss oder nicht.

## Geocaching
Beim Geocaching gibt es Geocaches, deren Finalbehälter beispielsweise durch ein Vorhängeschloss gesichert ist, das laut Listing, der Beschreibung des jeweiligen Geocaches, per Lockpicking geöffnet werden soll. Es existieren auf geocaching.com Lockpicking-Caches in den Kategorien Multi-Cache, Rätselcache und Traditional. Zudem werden Lockpicking-Workshops im Rahmen von Geocaching-Events angeboten, um Geocacher in den Techniken des Lockpickens zu schulen. Auf anderen Geocaching-Plattformen wie opencaching.de existieren ebenfalls Lockpicking-Geocaches. Lockpicking ist auf diese Weise zu einem Teil von Geocaching geworden, da die Öffnung der Finalbehälter dieser Geocache-Varianten auf andere Weise, beispielsweise durch Gewalt, nicht regelkonform wäre und die Geocaching-Community sich durch intern organisierte Veranstaltungen dem Thema „Lockpicking“ widmet.

## Sport
Lockpicking hat sich in den letzten Jahren zu einer Art Sport entwickelt, und in einigen Ländern haben sich Lockpicking-Vereine gebildet, so zum Beispiel die Vereine Sportsfreunde der Sperrtechnik Deutschland e. V. (SSDeV) oder Schlösser Picken Als Schweizer Sport (SPASS) in der Schweiz.

### Meisterschaften im Schlossöffnen

#### Deutsche Meisterschaften
Die Deutschen Meisterschaften im Schlossöffnen werden jährlich vom SSDeV veranstaltet. Dabei werden in verschiedenen Disziplinen diejenigen geehrt, die Schlösser in kurzer Zeit öffnen können, ohne diese zu beschädigen. Die Sieger schaffen es, als sicher geltende Schlösser in teilweise weniger als einer Minute zu öffnen. Die Meisterschaften fanden in den Jahren 1997 bis 2005 im Rahmen des Chaos Communication Congress, einer Veranstaltung des Chaos Computer Club statt. Seit 2006 finden die Meisterschaften unabhängig davon statt.

#### Deutsche Meister
|      | Handöffnung       | Freestyle        | Hangschlossöffnung | Blitzöffnung  | Impressionstechnik  |
| ---- | ----------------- | ---------------- | ------------------ | ------------- | ------------------- |
| 1997 | Arthurmeister     | Reinhard Maxam   | kein Meister       | kein Meister  | kein Meister        |
| 1998 | Johannes Markmann | Mario Rutsch     | kein Meister       | Arthurmeister | Mario Rutsch        |
| 1999 | Arthurmeister     | Arthurmeister    | kein Meister       | kein Meister  | Jürgen Dreeßen      |
| 2000 | Manfred Bölker    | Mario Rutsch     | Mario Rutsch       | kein Meister  | kein Meister        |
| 2001 | Mario Rutsch      | Manfred Bölker   | Arthurmeister      | kein Meister  | Manfred Bölker      |
| 2002 | Manfred Bölker    | Arthurmeister    | Manfred Bölker     | kein Meister  | kein Meister        |
| 2003 | Manfred Bölker    | Manfred Bölker   | Torsten Quast      | kein Meister  | kein Meister        |
| 2004 | Julian Hardt      | Manfred Bölker   | Torsten Quast      | kein Meister  | Manfred Bölker      |
| 2005 | Arthurmeister     | Manfred Bölker   | Arthurmeister      | Jürgen Quast  | Oliver Diederichsen |
| 2006 | Julian Hardt      | Manfred Bölker   | Torsten Quast      | Julian Hardt  | Peter Danilov       |
| 2007 | Manfred Bölker    | Gerhard Hepperle | Julian Hardt       | kein Meister  | Manfred Bölker      |
| 2008 | Manfred Bölker    | Julian Hardt     | Julian Hardt       | kein Meister  | Barry Wels          |
| 2009 | Julian Hardt      | Ingo Herges      | Manfred Bölker     | kein Meister  | Oliver Diederichsen |
| 2010 | Julian Hardt      | Julian Hardt     | Manfred Bölker     | kein Meister  | Arthurmeister       |
| 2011 | Julian Hardt      | Julian Hardt     | Manfred Bölker     | kein Meister  | Jos Weyers          |
| 2012 | Ingo Herges       | Ingo Herges      | Manfred Bölker     | kein Meister  | Jos Weyers          |
| 2013 | Ahmet Kilic       | Torsten Quast    | Manfred Bölker     | kein Meister  | Manfred Bölker      |
| 2014 | Marc Bromm        | Ahmet Kilic      | Julian Hardt       | kein Meister  | Manfred Bölker      |
| 2015 | Akos Subecz       | Marc Bromm       | Christian Holler   | kein Meister  | Jos Weyers          |
| 2016 | Christian Holler  | Marc Bromm       | Christian Holler   | kein Meister  | Oliver Diederichsen |
| 2017 | Marc Bromm        | Marc Bromm       | Christian Holler   | Torsten Quast | Jos Weyers          |
| 2018 | Torsten Quast     | Christian Holler | Manfred Bölker     | kein Meister  | Jos Weyers          |
| 2019 | Christian Holler  | Marlon Heller    | Christian Holler   | kein Meister  | Oliver Diederichsen |

#### Schweizer Meisterschaften
Seit 2008 führt auch der Schweizer Verein SPASS eine jährliche Meisterschaft durch.
Jeder Teilnehmer bringt ein eigenes Schloss mit und muss dieses als Einstiegstest binnen zwei Minuten selbst öffnen können. An dieser Schwelle scheitern an jeder Meisterschaft mehrere Teilnehmer.
Danach werden die Teilnehmer in Gruppen eingeteilt, innerhalb der Gruppe sind die Schlösser der anderen Teilnehmer zu öffnen, pro Schloss stehen fünf Minuten zur Verfügung. Mit jedem Schloss können maximal 15 Punkte erreicht werden, und alle 30 Sekunden verringert sich die Punktzahl um eins. Je nach Teilnehmerzahl werden mehrere Runden durchgeführt, damit zur Endrunde 6 bis 8 Teilnehmer verbleiben.

#### Österreichische Meisterschaften
Seit 2011 finden auch in Österreich jährlich Meisterschaften statt. Gastgeber ist der OpenLocks-Verein zur Förderung der physischen Sicherheit.